# Abscisinezuur
Abscisinezuur (ook ABA genoemd, van het Engelse abscisic acid) is een plantenhormoon dat betrokken is bij het reguleren van fysiologische processen in planten. Elke plantencel kan abscisinezuur synthetiseren. Abscisinezuur zorgt voor tolerantie tegen stress door vocht- of voedseltekort door de reactie van de plant op stress naar de specifieke organen over te brengen. Het is een sleutelsignaal dat de mate van opening van de huidmondjes regelt en is belangrijk bij het in rust brengen van zaden en knoppen. Ook is het samen met andere signaalstoffen betrokken bij de reactie van de plant op verwonding en aantasting door ziekteverwekkers.

## Eigenschappen
Abscisinezuur vormt kleurloze kristallen, die in organische oplosmiddelen goed en in water slecht oplosbaar zijn. Abscisinezuur is zeer lichtgevoelig en wordt door de inwerking van licht fotochemisch omgezet in het onwerkzame trans-isomeer.

## Biosynthese
Het onwerkzaam worden van absicinezuur gebeurt door oxidatie, waarbij faseïnezuur en dihydrofaseïnezuur gevormd worden. Naast vrij abscisinezuur komen in plantenweefsels ook glucose-ester en het O-glycoside voor. Deze vormen van abscisinezuur worden gezien als de opslag- en transporteerbare vorm van abscisinezuur.

## Werking
De naam abscisinezuur is afkomstig van het feit dat de stof in hoge concentraties gevonden werd in afgevallen katoenbladeren en dat men dacht dat de stof voor dit fenomeen (abscissie) verantwoordelijk was. Bij gebruik op blad- en vruchtstelen zullen de bladeren en vruchten daadwerkelijk vallen. Echter is dit niet het directe gevolg van het abscisinezuur, maar van het feit dat het abscisinezuur ethyleenvorming in gang zet.
Abscisinezuur onderdrukt de werking van andere plantenhormonen en is een natuurlijke groeiremmer. Samen met de groeibevorderende plantenhormonen, zoals auxinen, gibberellinen en cytokininen, reguleert abscisinezuur verouderingsprocessen, bladval, bloemvorming, vruchtrijping, kiem- en knoprust, de verdamping door beïnvloeding van de mate van opening van de huidmondjes en andere belangrijke groeiprocessen van de plant. Abscisinezuur heeft een breed werkingsspectrum, waarvan de mechanismen nog niet opgehelderd zijn. Het gehalte aan abscisinezuur is afhankelijk van het plantenorgaan en het groeistadium, maar bedraagt gemiddelde ongeveer 100 µg per kg versgewicht.
De beide primaire werkingen van absicinezuur kunnen worden onderverdeeld in twee groepen:
1. Het oproepen van rust bij plantorganen
2. Beïnvloeding van de waterhuishouding van de plant